# Scherpenheuvel-Zichem
Scherpenheuvel-Zichem (in francese Montaigu-Zichem) è un comune belga di 22 952 abitanti nelle Fiandre (Brabante Fiammingo).
La nuova entità riunisce i comuni di Averbode (in italiano Averbodio), di Kaggevinne-Assent, di Kaggevinne, di Messelbroek, di Montaigu, di Testelt e di Zichem.

## Monumenti e luoghi d'interesse

### Architetture religiose
- Abbazia di Averbode
- Basilica di Nostra Signora di Scherpenheuvel